# Prali
Prali là một đô thị ở tỉnh Torino trong vùng Piedmont, có vị trí cách khoảng 60 km về phía tây nam của Torino, nước Ý, trên biên giới với nước Pháp. Tại thời điểm ngày 31 tháng 12 năm 2004, đô thị này có dân số 322 người và diện tích là 72,6 km².
Prali giáp các đô thị: Abriès (France), Angrogna, Bobbio Pellice, Perrero, Pragelato, Salza di Pinerolo, Sauze di Cesana, và Villar Pellice.